# Uadjet

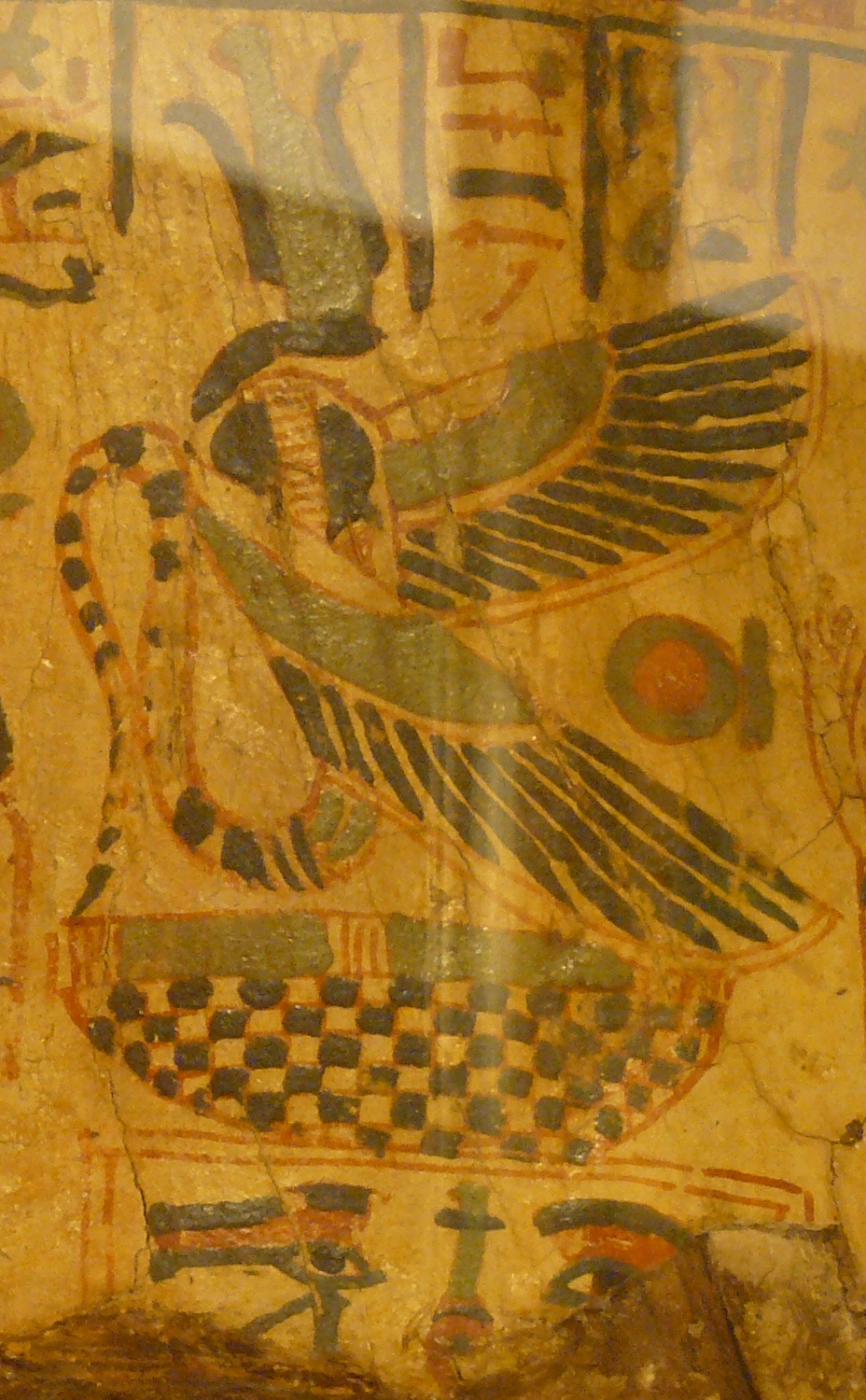

Uadjet (lett. "del colore del papiro") è una dea della mitologia egizia, anche detta Uto.
Fu in origine la divinità locale della città di  Per-Uadjet, detta, in seguito, Buto dai Greci.
Divenne, al momento dell'unificazione dei regni predinastici, la dea protettrice del sovrano e la personificazione del Basso Egitto, come la dea-avvoltoio Nekhbet lo era dell'Alto Egitto. Queste due divinità simboleggiano Le Due Terre (Alto e Basso Egitto) riunite nel nome del sovrano, sul diadema del quale sono rappresentate. Nella titolatura reale rappresentano le "Due Signore" del nome Nebti.

## Geroglifici
| M13 | t | I14 |

 w3ḏ t - Uadjet

anche
| M13 | t · H8 |

| M13 | i | i | t | I14 |

| M14 | i | i | t · H8 | I14 |

| G16 |

Nei geroglifici, Uadjet viene raffigurata come un cobra o come una donna con la corona rossa, simbolo del Basso Egitto.
Associato alla dea è l'ureo, simbolo della regalità a forma di serpente, posto sulla fronte di Ra e che adornava i copricapo dei sovrani egizi.

## Nella cultura di massa
Il culto della dea Uadjet è il tema portante del romanzo omonimo e viene ripreso in un capitolo del videogioco Assassin's Creed: Origins.
Nel videogioco Overwatch l'eroina Ana Amari possiede una skin di nome "Wadjet" (Uadjet), in omaggio alle origini egizie del personaggio.
Wadjet Eye è il nome di una casa sviluppatrice ed editrice di giochi indipendenti.